# Miletus lahomius
Miletus lahomius är en fjärilsart som beskrevs av Napoleon Manuel Kheil 1884. Miletus lahomius ingår i släktet Miletus och familjen juvelvingar. Inga underarter finns listade i Catalogue of Life.